# ラブリュス

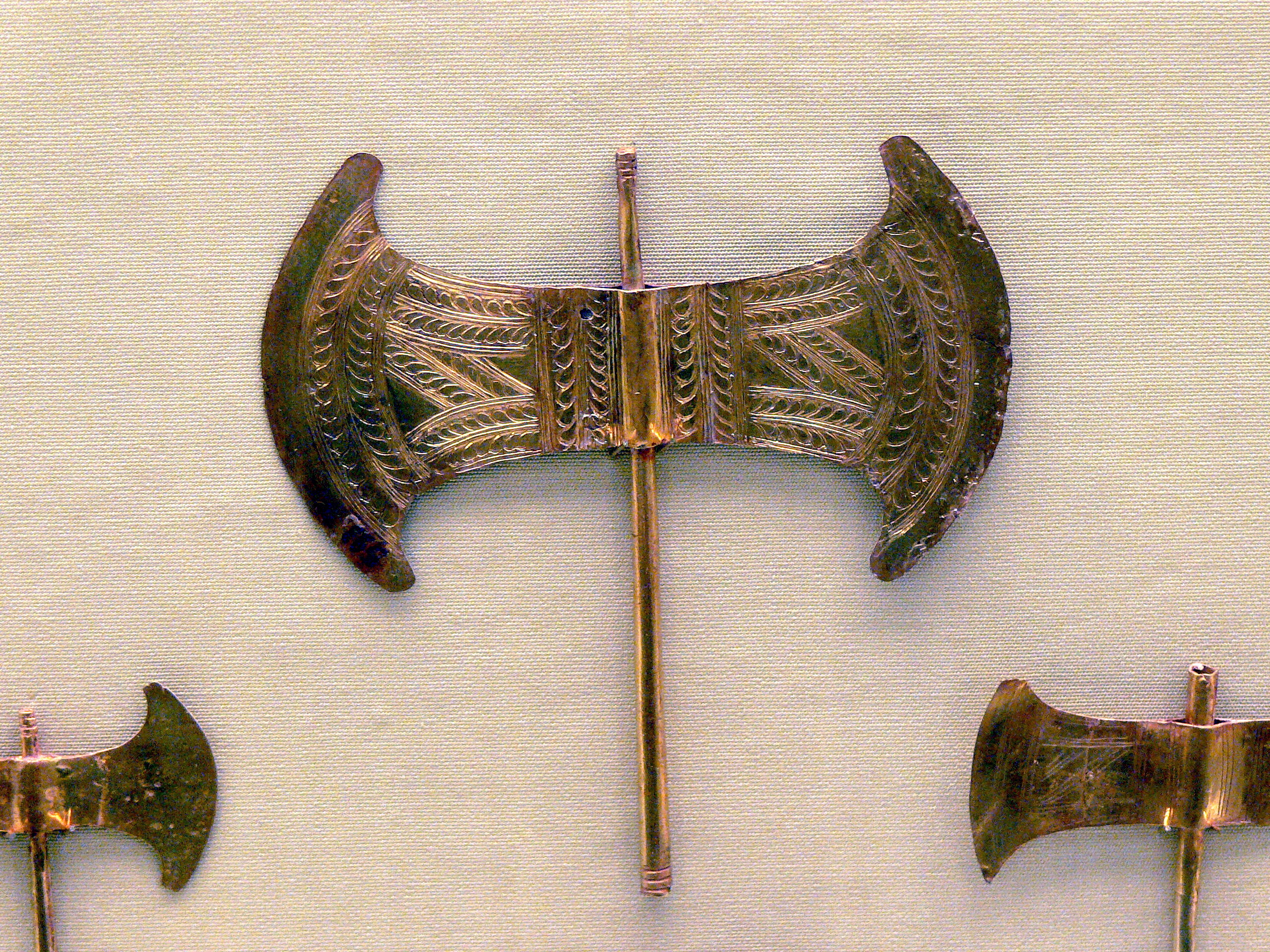
装飾用の金のラブリュス（ミノア文明）

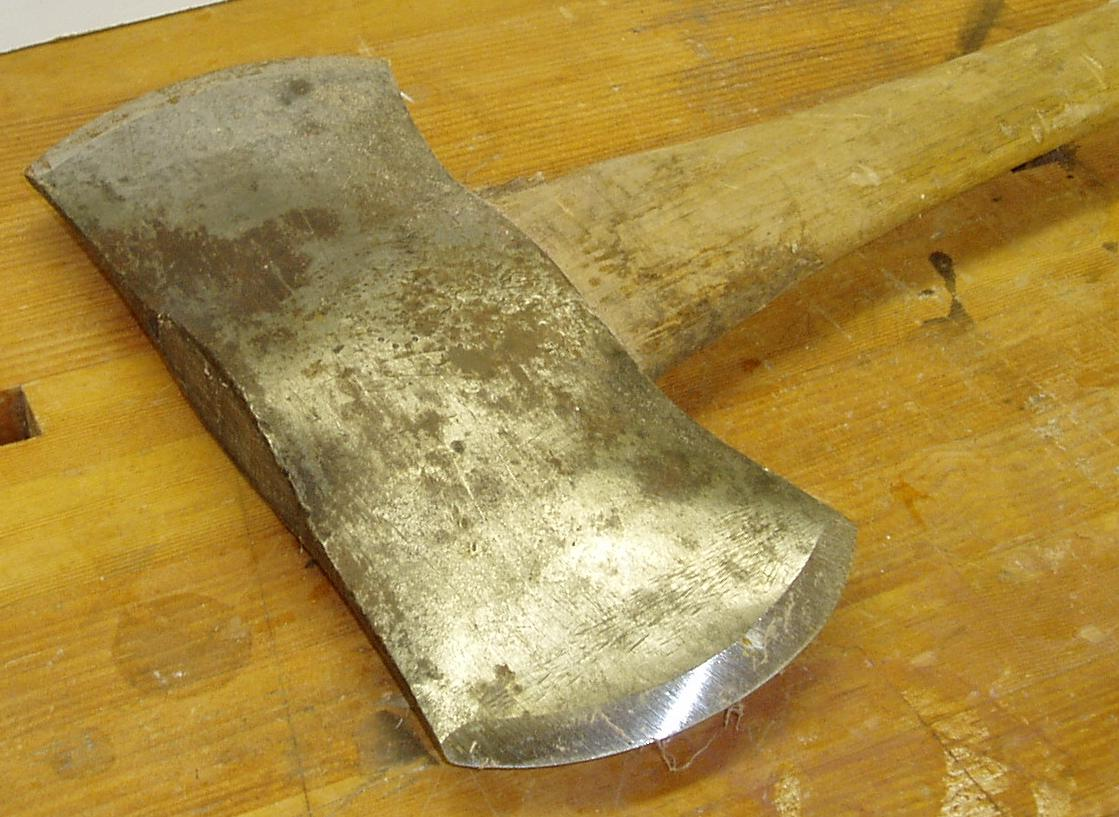
現在も北米で使用される伐採用の両刃斧

ラブリュス（ギリシア語: λάβρυς, ラテン文字転写: lábrys）とは、対称形の両刃斧を指す用語である。古代ギリシアではペレキュス (πέλεκυς, pelekys) またはサガリス (σάγαρις, sagaris)、古代ローマではビペンニス (bipennis) としても知られていた。
両刃斧は今日でも北米などで林業の道具として使われている。古代、ラブリュスに象徴的意味が付与されるまでは、木を切り倒す道具として、また武器としても使われてきた。ラブリュスに象徴性を持たせたのはミノア、トラキア、ギリシアの宗教や神話や芸術であり、青銅器時代中期から始まって東ローマ帝国の時代までその象徴性が維持された。ラブリュスはアフリカの宗教的象徴や神話としても登場する（シャンゴを参照）。

## 語源
オックスフォード英語辞典によれば "labrys" を英語で初めて使ったのは Journal of Hellenic Studies に掲載されたアーサー・エヴァンズの論文（1901年）である。
ラブラウンダのようなカリアの聖地の名称の解釈としては、文字通りの感覚で「聖なるラブリュスの地」とするのが自然に思われる。ラブリュスはリュディア語（またはカリア語）の名詞で、ギリシア語の πέλεκυς すなわち両刃斧を意味する。……かなり後のカリアの硬貨には、長い柱のような持ち手のあるラブリュスが描かれたものがあり、一種の宗教的意味を持っていた。
もともとギリシア語ではない「ラブリュス」が登場する最古のギリシャ語文献はプルタルコスによる『モラリス』で、斧を意味するリュディア語としてであった。
ヒッポリュテーを殺害した際、ヘーラクレースは彼女の斧を腕ごと切り落とし、それをオムパレーに与えた。オムパレーの後を継いだリディアの王はこの斧を執務室の神聖な記章の1つとして代々受け継ぎ、カンダウレスまで継承した。しかしカンダウレスはこの斧が気に入らず、部下の1人に与えてしまった。ギュゲスが反乱を起こしてカンダウレスと戦争状態になったとき、ミュラサのアルセリスがギュゲスを助けるため一軍を率いてやってきた。そしてカンダウレスとその仲間を倒すと、アルセリスはあの斧を他の戦利品と共にカリアに持ち帰った。そしてゼウスの像を作り、その斧を像の手に持たせ、これをラブランデスと呼んだ。labrys はリュディア語で「斧」を意味する。
考古学的証拠によれば、ラブラウンダ（Labraunda）における「ゼウス・ラブラウンデオス」の信仰はプルタルコスが想像したよりずっと古い。明らかに同系の言葉として "labyrinth"（迷宮）があるが、これは外来語としてギリシア語に導入されたもので、プルタルコスの具体的記述がなければその語源やどの言語発祥の言葉なのかといったことは全く知ることができなかっただろう。外来語である"labyrinth"はギリシア語として使われたが、クノッソスの宮殿を「両刃斧の家」と解釈することはアーサー・エヴァンズの想像力の産物である。

## ミノア文明

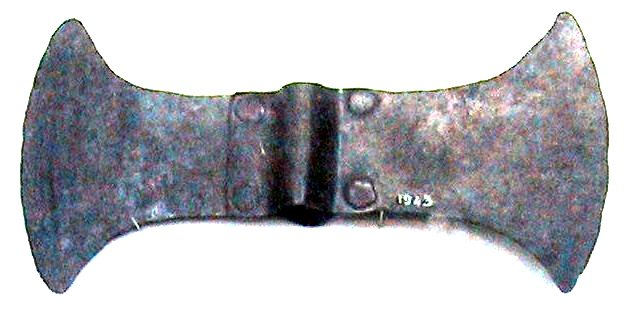
青銅の斧。クレタ島のメサラ平野の墳墓から出土

ラブリュスという言葉とそのシンボルは紀元前2千年紀に栄えたミノア文明と密接に関連しており、特にある女神信仰と関係が深い。人間よりも背の高いミノア文明期のラブリュスがいくつか見つかっており、生贄の儀式で使われていたとも言われている。生贄とされたのは雄牛と見られている。ラブリュスのシンボルは、クレタ島のクノッソスの宮殿での青銅器時代の考古発掘で多数見つかっている。クレタ島の考古調査によれば、両刃斧は特に神官が儀式に用いていた。ミノアの宗教的シンボルの中でも両刃斧は最も神聖なものだった。両刃斧を両手で持ったミノアの女性が見つかっており、有力者だった可能性が高いと見られている。
近東や他の地域では、このような斧は男神が持っていることが多く、落雷の象徴とされている。しかしクレタ島ではそれらの地域とは異なり、男神が両刃斧を持つことは決してなく、常に女神とその女性神官が持っていた。
雄牛はゼウスの象徴であり、インド・ヨーロッパ神話によく見られるゼウスや他の雷神が雷を起こすのに使う武器がラブリュスと結び付けられている。例えば北欧神話のトールはミョルニルをふるって雷を起こし、インドラはヴァジュラを好んで使った。同様にゼウスが嵐を起こすのに使ったケラウノス（Keraunos）はラブリュスまたはペレキュスだった。
Blinkenbergは、稲妻などの恐ろしい自然現象は神をなだめる主要な理由だったとして、次のように記している。
多くの点から、両刃斧が稲妻を表したものであることは明らかである。……その信仰はギリシアのテネドス島や小アジア南西部のいくつかの都市で維持され、後に小アジアの雷神（ゼウス・ラブラウンデウス）として歴史に記録された。seal-stone に刻まれた絵には両刃斧と共にジグザグの線が描かれたものがあり、稲妻を表している。
しかしフェミニズム的解釈では（特にマリヤ・ギンブタス）、ラブリュスの形状が実用的な斧よりもチョウに似ているとして、地母神の象徴とする。ロバート・グレーヴスは月の偉大な女神の象徴と解釈し、両側の曲線が満月の満ち欠けを示しているとした。

## 古代ギリシア
迷宮を意味する labyrinthos（ミケーネ語: daburinthos）は、labrysという言葉と関連があると思われる。古代ギリシア語のテーセウスの神話では、ギリシア神話の labyrinth はミノアのクノッソス宮殿との関連でよく使われており、伝承が文献に記されるずっと以前から長く言い伝えられてきた。
古代ギリシアの陶芸の絵では、動物を生贄として捧げる場面を描く際にラブリュスが描かれることがあり、特に雄牛を殺す際の武器として描かれることが多い。
ベルリンの「ペルセウスの壷」（F1704、紀元前570-560年ごろ）では、ヘーパイストスがゼウスの頭を切り開いてアテーナーを取り出した現場から逃げようとしている場面が描かれている。ヘーパイストスはその手術に使った道具である両刃の斧を肩にかついでいる。通常ヘーパイストスが手にしている道具はハンマーであり、ここで両刃の斧を使ったという点には象徴的意味がある。ゼウスが女神メーティスを飲み込んだことは、女神を象徴的に引き降ろし、それ以前の伝統的宗教を抑圧したことを象徴している。しかしその娘であるアテーナーの誕生を許したことは、従来の信仰が根強く残っていて完全に根絶できなかったことを示している。もともと地母神と結婚していたヘーパイストスがアテーナーを解放する道具としてラブリュスを使ったのにはそのような背景がある。
古典期のギリシアの硬貨には、カリアのラブラウンダで祀られているゼウスを描いたものがあり、貨幣研究家の間でZeus Labraundeus（Ζεὺς Λαβρανδεύς）と呼ばれている。その左手には長い王笏を持ち、右肩に両刃斧をかついでいる。
両刃斧はトラキアの芸術にも見られる。アレクサンドロヴォ＝クルガンのフレスコ画で両刃斧を振るっているのはザルモクシスと見られる。

## 現代の用法
ラブリュスは八月四日体制と呼ばれるギリシャの独裁体制のシンボルとされた。その間（1936年-1941年）、このシンボルが政権を象徴しており、独裁者イオアニス・メタクサスはこれをヘレニズム文明の最初のシンボルだと信じていた。今日では多神教再建主義のシンボルとしても使われることがある。また、ギリシャを中心としたブラックメタルのファンの間でも使われており、"lavrys" という綴りで記されることもある。

ラブリュスは宗教の多様性や女性運動の象徴とされている。

LGBTにおいては、ラブリュスがレズビアン主義やフェミニズムの象徴とされていて、女性や母系制の力の象徴とされている。